# Humberto Mariles
Humberto Mariles Cortés (Parral, 1913. június 13. – Párizs, 1972. december 7.) a mexikói hadsereg alezredese, kétszeres olimpiai bajnok lovas díjugrató. 1948-ban ő szerezte Mexikó történetének első olimpiai aranyérmét, és tagja volt a második aranyat megszerző csapatnak is.

## Élete és pályafutása
1913-ban született a Chihuahua állambeli Parralban, majd 12 évesen egy katonai iskolába kezdett járni, ahol megtanult lovagolni. Később a hadsereg tagja lett, 1948-ra az alezredesi rangot is elérte. Ebben az évben vett részt a londoni olimpián, annak ellenére, hogy sem az államfő, Miguel Alemán, sem a hadsereg fővezére nem támogatta, sőt, néhány nappal a tervezett indulása előtt le is mondták az útját. Ő mégis elindult, de amikor Rómába érkezett néhány olimpia előtti eseményre, az olaszországi nagykövet is megpróbálta megállítani, és arra kérte, térjen haza Mexikóba. Mariles azonban nem engedett a felszólításnak, és végül eljutott az olimpiára. Itt mind egyéni díjugratásban, mind a díjugratás csapatversenyében aranyérmet szerzett: ezek voltak az ország történetének első aranyérmei. 1938-ban Jaliscóban, a Las Trancas nevű ranchón világra jött, egyébként félszemű lovát Aretének hívták: ez a név „fülbevalót” jelent, és egy természetes eredetű hasadéknak köszönheti, amely a bal fülén volt látható. Mariles csapatversenyben szintén aranyat szerző társai Rubén Uriza és Alberto Valdés Ramos voltak. Ugyanezen az olimpián lovastusa csapatban bronzérmet nyert. Miután a sikeres olimpiai csapat hazatért, Alemán elnök a lovassport fejlesztése érdekében ajánlotta fel a Campo Marte melletti területeket (ahol ma az Auditorio Nacional épülete található).
1964-ben (közlekedési okokból) összetűzésbe keveredett egy Jesús Velázquez nevű autóssal, akire rá is lőtt, és aki néhány hét múlva meg is halt. Marilest 20 év fogságra ítélték és a Lecumberri-palotában működő börtönbe zárták, de különböző források szerint 4 vagy 7 év után szabad lábra helyezték. 1972-ben Párizsban újra letartóztatták: ezúttal heroint találtak nála, és azt feltételezték, hogy befolyását felhasználva Mexikóba akarta csempészni a kábítószert. Mariles a vádakat soha nem tagadta. A La Santé börtönbe szállították, ám decemberben elhunyt. Életének utolsó időszakának bűnei ellenére, amikor holttestét hazaszállították Mexikóba, hősnek kijáró tisztelettel fogadták.
Olimpiai győzelme (és lova) emlékére született meg az El Arete de Mariles című danzón dal, amelyet az Acerina y su Danzonera nevű kubai együttes éveken át adott elő a kor népszerű tánctermeiben.